# Iglesia de El Salvador (Fuentepelayo)
La iglesia de El Salvador en Fuentepelayo (Provincia de Segovia, España), está realizada en mampostería y ladrillo, consta de tres naves separadas por dos enormes arcos de ladrillo en un lateral, y en otro, por tres arcos de piedra caliza biselados, que apoyan sobre cuatro columnas renacentistas. 
Destaca el artesonado, que cubre la parte posterior de la nave, obra de los siglos XIII y XIV, del más puro estilo mudéjar, hecho de lacería, formando ruedas de doce alfardones en torno a un centro policromado.
El ábside, más elevado que el cuerpo de la iglesia, se cubre con bóvedas de crucería, siglo XVI, estilo gótico, y está construido sobre gran parte de los cimientos y paredes del primitivo.
A ambos lados del ábside se sitúan dos dependencias de planta cuadrada correspondientes a la sacristía y a la torre. 
Adosado a la nave, en su lado este, se abre un pórtico. 